# Acuchillado
El acuchillado es la técnica de alisar con cuchilla u otra herramienta la superficie del parqué o de los muebles de madera.
En el cuadro Los acuchilladores de parqué del artista francés Gustave Caillebotte, se observa cómo se rascaba o acuchillaba la madera con utensilios de metal para posteriormente encerarla o aceitarla. La posición, el tamaño de la superficie y el tiempo requerido hacían de este trabajo algo muy duro y artesano. 
Actualmente, se sigue usando este término en el gremio de los parquetistas. El proceso incluye tanto el lijado como el barnizado, y se comprende como una restauración del parqué. El proceso ha incorporado máquinas lijadoras-aspiradoras eléctricas con varios caballos de potencia. En relación con los barnices, se ha evolucionado hacia el uso de barnices poliuretánicos u oleuretánicos impermeables, de base acuosa, baja toxicidad y secado rápido.
Las razones más comunes para el acuchillado de un pavimento de madera son: El barniz o material usado de protección degenera debido a los rayos ultravioletas o uv, que también afectan a la madera, cambiando su color. La cola pierde adhesividad tras el paso del tiempo haciendo que las piezas de madera se muevan o se desprendan. Abrasión superficial del barniz debido a impactos, animales, grava o muebles. Manchas negras en zona de agua (radiadores, baños, cocinas), manchas oscuras producto de la grasa o químicos. 

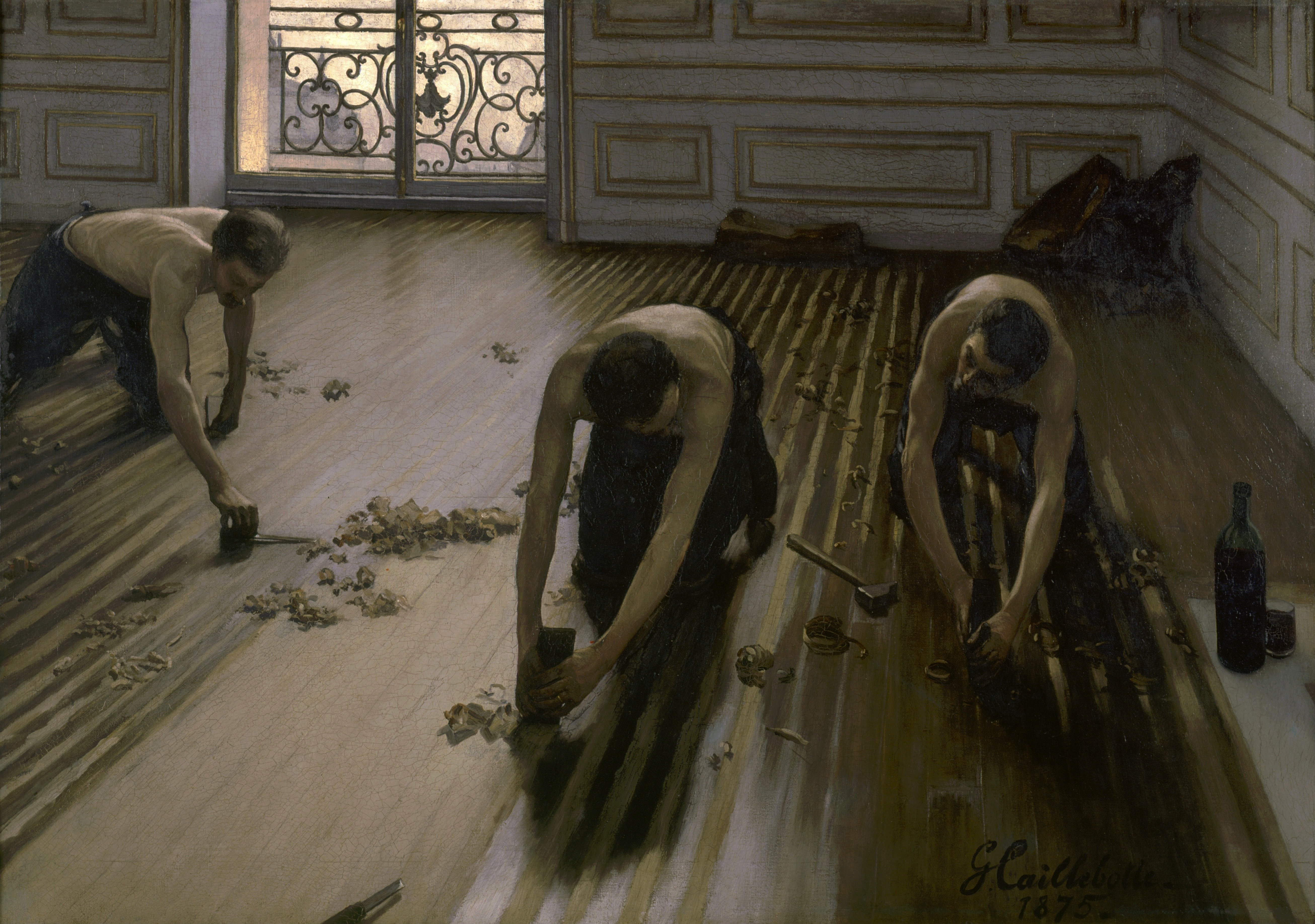
Los acuchilladores de parqué (Les raboteurs de parquet) (1875)
Museo de Orsay - Paris.

## Lijado
Se retira la capa existente de barniz mediante una máquina de acuchillar (ancho 20, 25 o 30 cm) con lija gruesa (proceso de desbastado), generalmente de grano 24 o 36. Cuando se ha retirado el barniz antiguo e irregularidades, se emplastece, para minimizar las grietas u oquedades, usando como base el polvo de serrín lo más fino posible, mezclándolo con resinas de poliuretano y aplicándose directamente con espátula.También existes emplastes con base de acetato de polivinilo. Tras esperar 30-120 minutos, se retira el emplaste, y se continua pasando la lija de 60. Se hará un tercer pase con lija de grano 80, 100 0 120 (proceso de afinado) y se acabará puliendo con un grano 220, en máquina de acuchillar o buffer (lijadora orbital). En los laterales, se puede usar un número inferior de lijas, dependerá del tipo de barniz y el acabado. Dependiendo del estado del material y del mismo parqué, puede variar el tipo de lijado.

## Barnizado
Cuando la madera está preparada y pulida, se aplica una mano de imprimación, fondo o tapaporos. Con esto se busca rellenar o saturar la superficie porosa microscópica de la madera, y conseguir una superficie sólida para que las siguientes manos tengan adherencia, y ofrezca cierta nivelación.
Hay que tener cuidado en no aplicar poliuretano de terminación, ya que puede tostar u oscurecer mucho la madera, sobre todo las claras como roble, haya, arce, etc.
Tras esperar un número de horas que oscila entre 1 y 4 horas, dependiendo de las condiciones y el material, se procede a pulir o "matar el poro", con lo que se eliminan las asperezas existentes. Se aplica la primera mano de acabado, se esperan unas 4 a 8 horas, dependiendo de las condiciones y el material, y se aplicaría la 2º mano de acabado, y última 3º total. Entre estas manos, puede ser necesario un pulido o una corrección puntual.
Tras pasadas unas 12 o 24h, adquiere una dureza transitable suficiente para ser pisada, pero todavía sin la dureza total que se adquiere pasado una semana. El acabado tiene que ser uniforme, respetando el color natural de la madera (lo más común), y ofrecer resistencia estándar de diez años al paso regular, leves impactos, agua, grasa y químicos comunes.

### Tipos de acabados o protección

#### Barnices
Son el tratamiento de mantenimiento y uso más extendido entre los pavimentos de madera. Debido a su naturaleza química y tipos de tratamientos, estos son los más extendidos.

##### Poliuretano base acuosa
Se les conoce también como "Barniz al agua". El poliuretano con base al agua proporciona protección frente la abrasión al agua. No afectan al color natural de la madera, y su mantenimiento es sencillo. No desprenden olores fuertes en su uso, su nivel de toxicidad es muy bajo comparado con generaciones anteriores, como ureas y poliuretanos al disolvente.  Bajo nivel V.O.C. e ignífugos. 
La intensidad del brillo de los poliuretanos al agua no tiene la misma intensidad de los poliuretanos al disolvente, por lo que se ofrece comúnmente en semi-brillo o satinado y mate. Su grosor suele ser menor, y se suele apreciar levemente al tacto la textura y veta de la madera.
En España existe una legislación específica para los barnices al agua.

##### Poliuretano base disolvente
Ofrecen resistencia frente al agua, la grasa o aceites, y resistencia frente a la abrasión. Ofrecen el acabado tradicional de brillo intenso o espejo (refracción superior 90%). Se trabaja aplicándolo en la última mano, dando dos manos de fondo de urea formol, para evitar oscurecer demasiado la madera, ya que el poliuretano da un toque tostado u oscuro a las maderas. También existen tipos de poliuretanos con base disolvente que no oscurecen la madera, por lo que no es necesario las manos previas de urea formol.

Debido a su composición química se recomiendan para uso industrial y no doméstico. Se cuestiona su legalidad en el uso doméstico debido a su alta toxicidad, se indica como cancerígeno por sus niveles de compuestos orgánicos volátiles
 Desprende un olor fuerte durante la instalación y pasados unos días. Suelen dejar un tono amarillento en la madera que se acentúa con el tiempo.

##### Urea Formol
Ofrece protección frente a abrasión, pero es poroso frente al agua o grasa. Debido a su composición se recomiendan para uso industrial y no doméstico. Es común que aparezcan manchas blancas, o "veladuras", debido a una incorrecta aplicación. Su toxicidad afecta a humanos en concentraciones superiores a 1.0 ppm de Formaldehído.
Barnice Urea Bajo Olor:  En este últimos años salieron los barnices de urea formol de menores emisiones, con un menor olor y menor picor en garganta y ojos, se lo recomienda hacer con rodillo debido a su alta viscosidad.

#### Aceites
Los aceites (naturales o sintéticos) se usan en el mantenimiento de pavimentos de madera en exteriores e interiores. Al contrario que el barniz, el aceite, penetra en la madera, y la protege frente a humedad, sol, dependiendo del material, pero no ofrece protección a la abrasión.
Su aplicación se basa en la saturación del poro de la madera, penetrando en la capa superficial. Esto se suele conseguir aplicando directamente sobre la madera, dejándose secar algún tiempo, dependiendo del material. A continuación se retira el exceso, para conseguir un acabado uniforme.
Para conseguir una protección adecuada, se recomienda su uso en pavimentos cada dos años, y esto hace inviable su uso en ciertos entornos que no pueden desplazar los objetos de la sala o estancia con facilidad. Su mantenimiento en interiores ha evolucionado en las últimas décadas.

#### Ceras
Actualmente el mantenimiento de madera tratada con aceites o barnices no precisa del uso de ceras para su mantenimiento. Su uso es incompatible con el uso de poliuretanos al disolvente, ya que este reacciona frente a la silicona que portan las ceras, dañando el acabado. No ofrecen resistencia a la abrasión.

## Limpieza y mantenimiento
Por la presencia y color de las manchas se puede saber el tipo de barniz usado en la madera, ya sea urea formol, poliuretano al disolvente o poliuretano al agua. 
En caso de ser urea formol es imposible quitar las manchas de la madera. Se recomienda un uso limitado de la fregona, ya que el uso de frecuente de agua en estos materiales puede producir manchas. Actualmente, se ofrecen barnices al agua diluidos como mantenedores, para reforzar el material y su aspecto.
En el caso de poliuretano al disolvente, el mantenimiento se hace a través de jabones ausentes de grasas o siliconas. El rebarnizado es complicado debido a la sensibilidad del material a grasa o siliconas. Es difícil poder eliminar sin un acuchillado todos los posibles residuos existentes, por lo que es posible que la siguiente mano no se adhiera correctamente, y aparezcan ronchones de material que se despega.
el poliuretano con base al agua, ofrece es impermeable y debido a su mejor comportamiento a agentes extraños se puede rebarnizar sin necesidad de retirar el barniz anterior.